# Mammelomys
Mammelomys är ett släkte av gnagare i familjen råttdjur (Muridae).
Släktet utgörs av följande arter.
- Mammelomys lanosus lever på centrala Nya Guinea.
- Mammelomys rattoides förekommer på norra Nya Guinea.

Släktets två arter listades tidigare i släktet Melomys. Genetiska och morfologiska undersökningar visade att Mammelomys utgör ett självständigt taxon. Arterna har tydlig längre bakfötter (med korta tår) än närbesläktade råttdjur och honor har bara ett par spenar. Mammelomys skiljer sig även genom avvikande konstruktion av skallen och av hanarnas sädesceller från andra råttdjur som lever på Nya Guinea.
Släktet listas av Wilson & Reeder (2005) i Pogonomys-gruppen inom underfamiljen Murinae.
Det vetenskapliga släktnamnet är sammansatt av den anatomiska beteckningen mammae (spene) och det grekiska ordet mys (mus).